# くまもと南部広域病院
くまもと南部広域病院（くまもとなんぶこういきびょういん）は、医療法人城南ヘルスケアグループが運営する、熊本県熊本市南区城南町舞原無番地に所在する病院。

## 沿革
- 1969年10月15日 - 開設。
- 2019年3月1日-医療法人杏和会城南病院から改称。

## 診療科等
- 内科
- 神経内科
- 脳神経外科
- 循環器内科
- 呼吸器内科
- 消化器内科
- 代謝内科
- 外科
- 整形外科
- リハビリテーション科
- 皮膚科
- 麻酔科
- 精神科

## 関連施設
- サービス付高齢者向け住宅「きらり舞原」
- 住宅型有料老人ホーム「まいのはら」
- グループホーム「けやき」
- 地域リハビリテーションセンター